# Paedoclione
Paedoclione is een geslacht van weekdieren uit de klasse van de Gastropoda (slakken).

## Soort
- Paedoclione doliiformis Danforth, 1907